# Argia alberta
Argia alberta är en trollsländeart som beskrevs av Kennedy 1918. Argia alberta ingår i släktet Argia och familjen dammflicksländor. IUCN kategoriserar arten globalt som livskraftig. Inga underarter finns listade i Catalogue of Life.